# District Malokaratsjajevski
District Malokaratsjajevski (Russisch: Малокарача́евский райо́н) is een district in het oosten van de Russische autonome deelrepubliek Karatsjaj-Tsjerkessië. Het district heeft een oppervlakte van 1.365 vierkante kilometer en een inwonertal van 43.318 in 2010. Het administratieve centrum bevindt zich in Oetsjkeken.

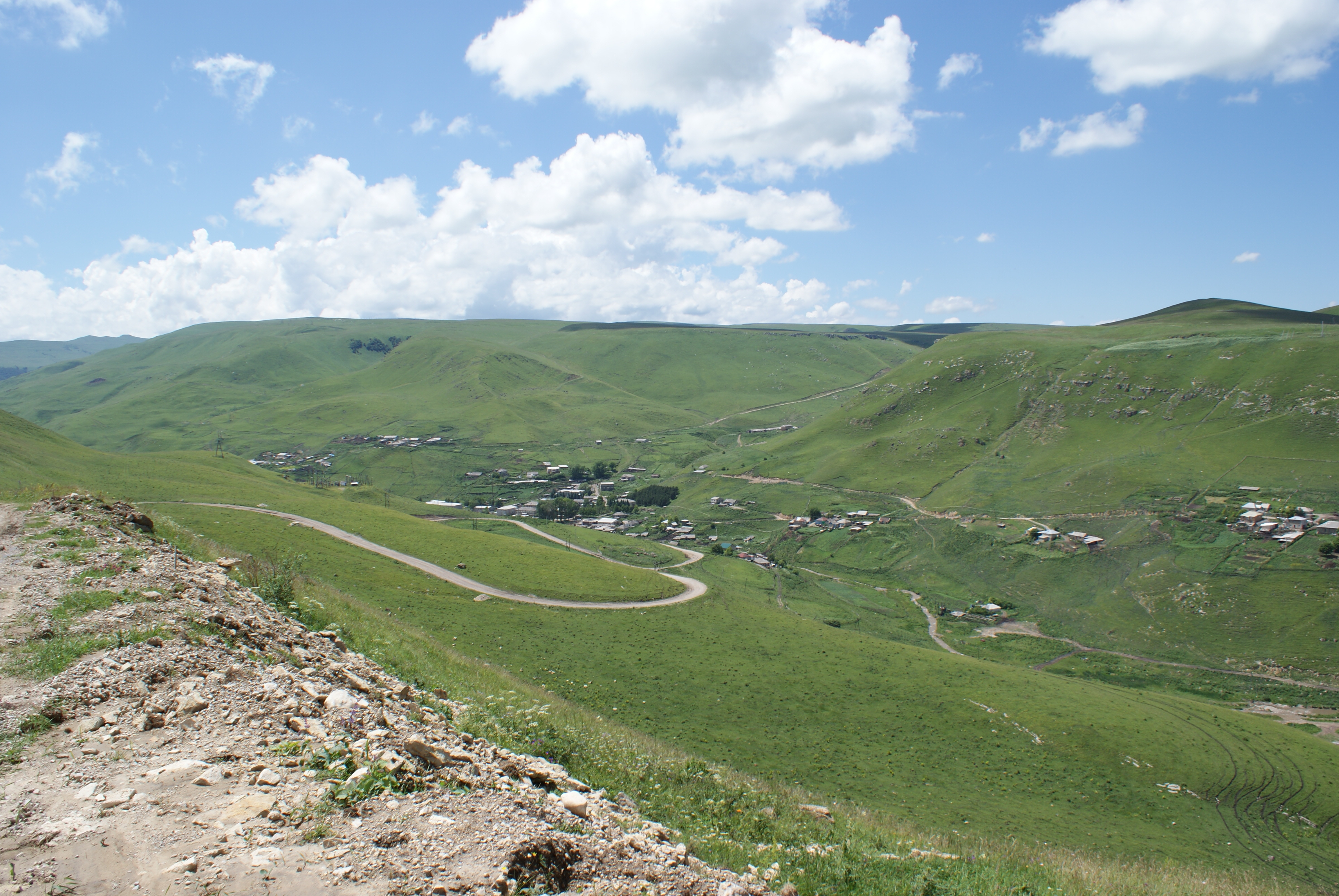
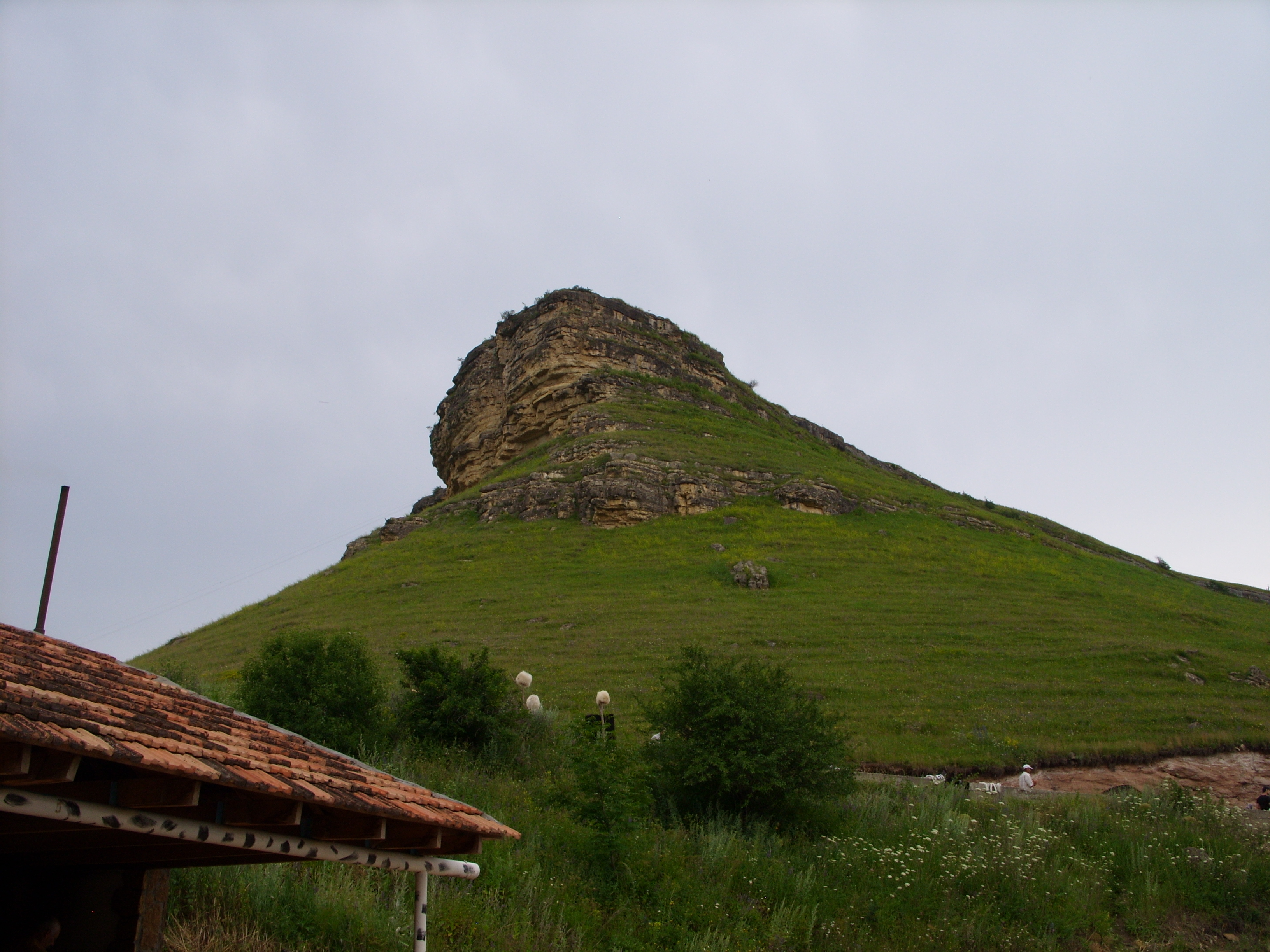

Bestuurlijk centrum: Tsjerkessk

Steden: Karatsjajevsk · Oest-Dzjegoeta · Teberda

Districten: Abazinski · Adyge-Chablski · Chabezski · Karatsjajevski · Malokaratsjajevski · Nogajski · Oeroepski · Oest-Djegoetinski · Prikoebanski · Zelentsjoekski